# Вербовка-100

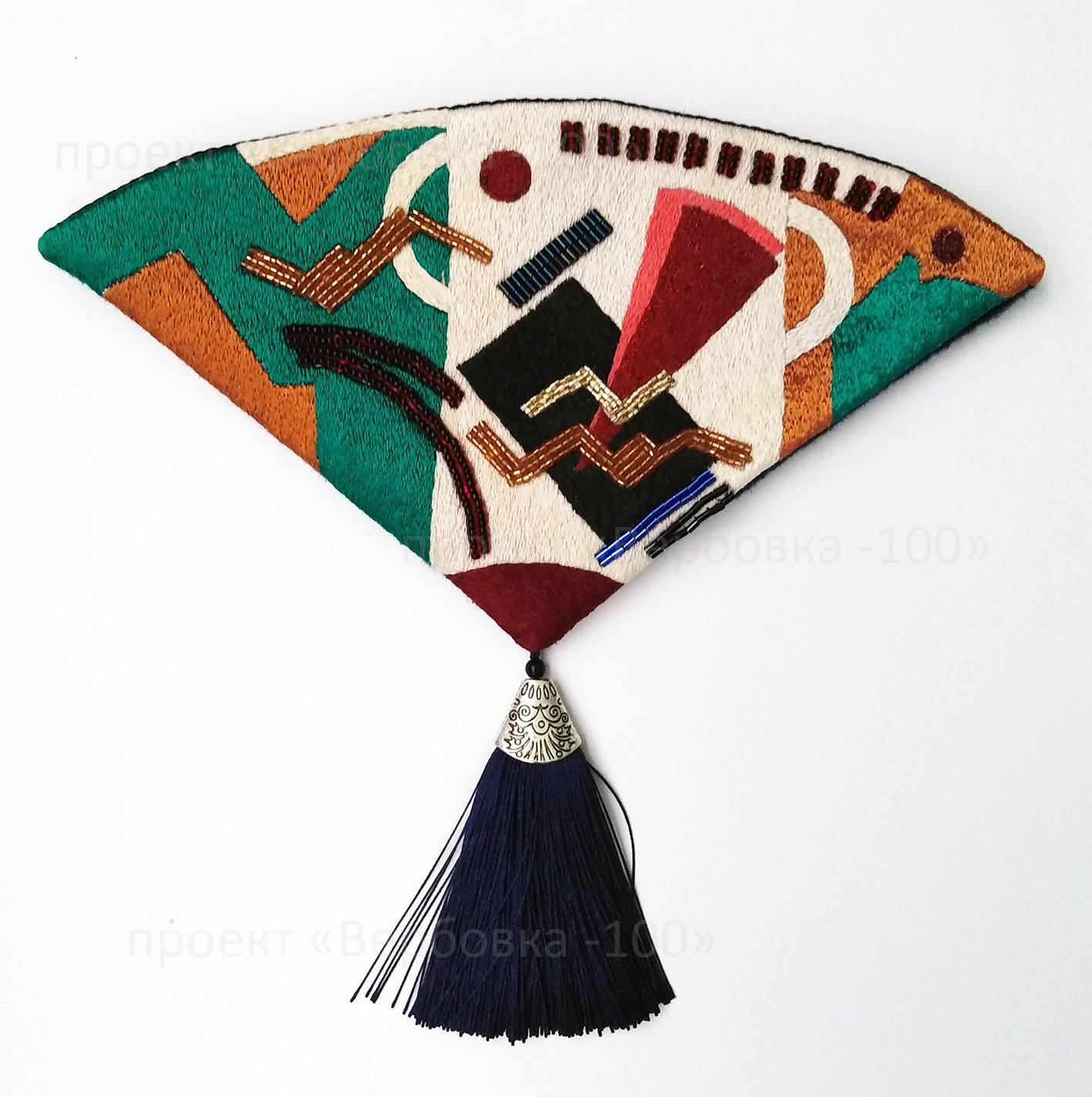
Театральный кошелек по эскизу веера Ольги Розановой для артели «Вербовка» (2018). Авторы: Елена Кутикова (вышивка), Анна Толстикова (сборка)

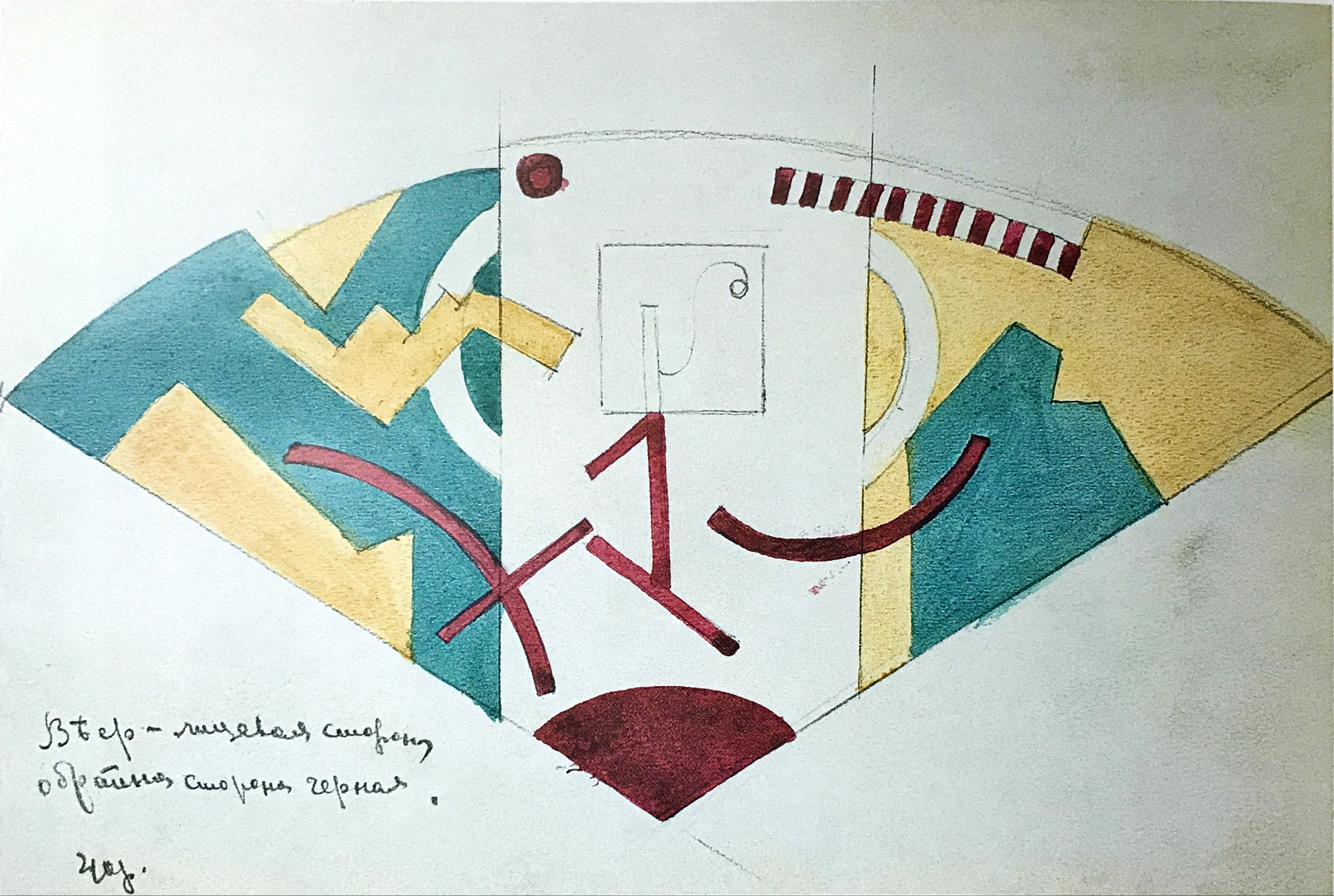
Ольга Розанова, «Веер. Декоративный эскиз для артели „Вербовка“», рисунок, 1917

«Пионеры супрематизма. Ве́рбовка-100» — культурно-выставочный проект, воссоздающий коллекцию прикладных вещей, по эскизам русских художников-супрематистов, созданную в 1915 — 1917 годах в артели «Вербовка».

## История
Изначальная коллекция была создана в 1915 ‒ 1917 годах, под патронажем помещицы  Натальи Михайловны Давыдовой. Произведения мастерской в Вербовке выставлялись в Москве дважды – в 1915 и 1917 году. Однако вещи, созданные в тот период, безвозвратно утеряны. Но сохранились эскизы, несколько фотографий и газетные публикации.
К столетию коллекции, художники Анна Толстикова и Юлия Анищенко инициировали воссоздание утраченных предметов по оставшимся материалам. Их творческое объединение AGORApro (Москва) координировало участие волонтёров, как профессиональных художников, так и любителей вышивки, которые вместе восстановили большую часть коллекции по эскизам Малевича, Поповой, Розановой, Удальцовой, Экстер, Клюна и др. Отчётная выставка проекта прошла в ряде музеев, например, в «Доме Набокова», Музее истории Витебского народного художественного училища, «Мураново».
В 2019 году выпущен каталог проекта.

#### Выставки
- Библиотека №209 им А.Н. Толстого, февраль — май, 2019, Москва
- Выставка-продажа «Грандтекстиль», май, 2019, Москва
- Музей-усадьба «Мураново», июль — сентябрь, 2019, Московская область
- «Дом Набокова», сентябрь, 2019 — январь, 2020, Санкт-Петербург
- Нижегородский государственный выставочный комплекс, январь — март, 2020, Нижний Новгород
- Музей истории Витебского народного училища, сентябрь — ноябрь, 2020, Витебск (Белоруссия)
- Музей истории русского платка и шали, декабрь, 2020 — февраль, 2021, Павловский Посад.
- Историко-краеведческий музей, Март — апрель, 2021, Балашиха
- Фольклорный центр «ТКС „Кунцево“», март — апрель, 2022, Москва.
- Музей истории молодёжного движения, апрель — июнь, 2022,  Рязань.

#### Участие в конференциях
- «Мода и дизайн»; доклад «Концепция культурно-выставочного проекта „Вербовка-100. Воссоздание супрематических вышивок“», Санкт-Петербург, май, 2018[6].
- Международная научно-практическая конференция, посвящённая 100 летию УНОВИСа, Витебск, Белоруссия, февраль 2019[7].
- «Мода и дизайн: исторический опыт - новые технологии», доклад «Процесс реализации выставочного проекта  „Пионеры супрематизма. Проект Вербовка-100“», Санкт-Петербург, май, 2021[8].

## Галерея работ

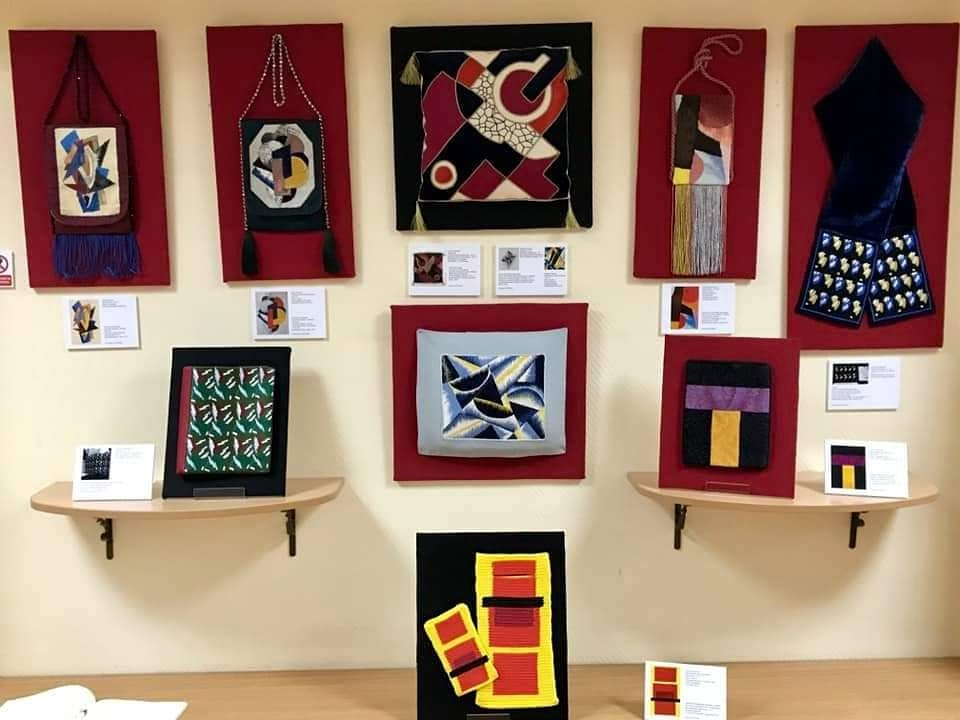
Экспозиция проекта «Вербовка-100» в библиотеке №209, Москва, 2019 год
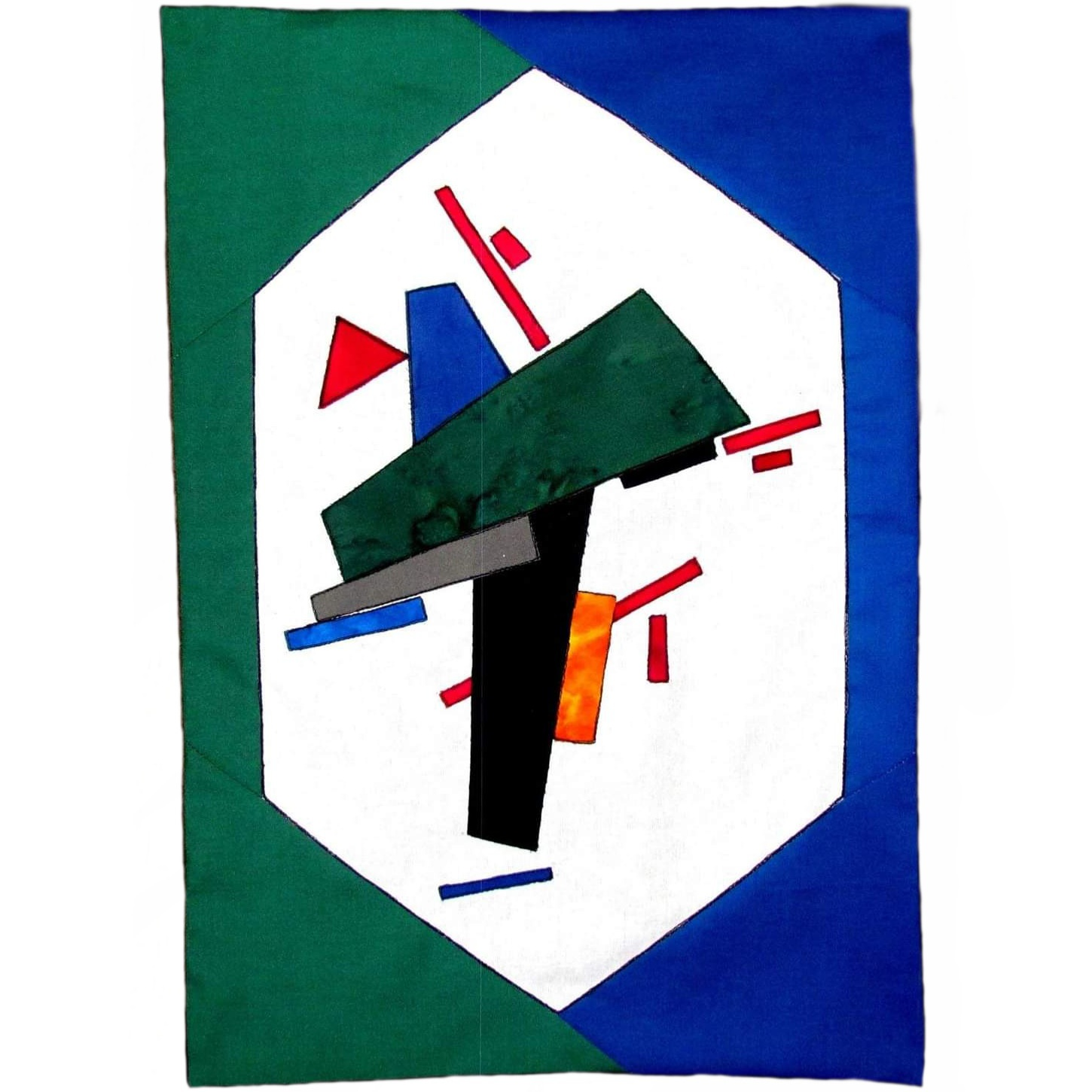
Подушка. В оформлении использована картина Казимира Малевича (Без названия, около 1916 года). Автор: Татьяна Грин, лоскутное шитьё
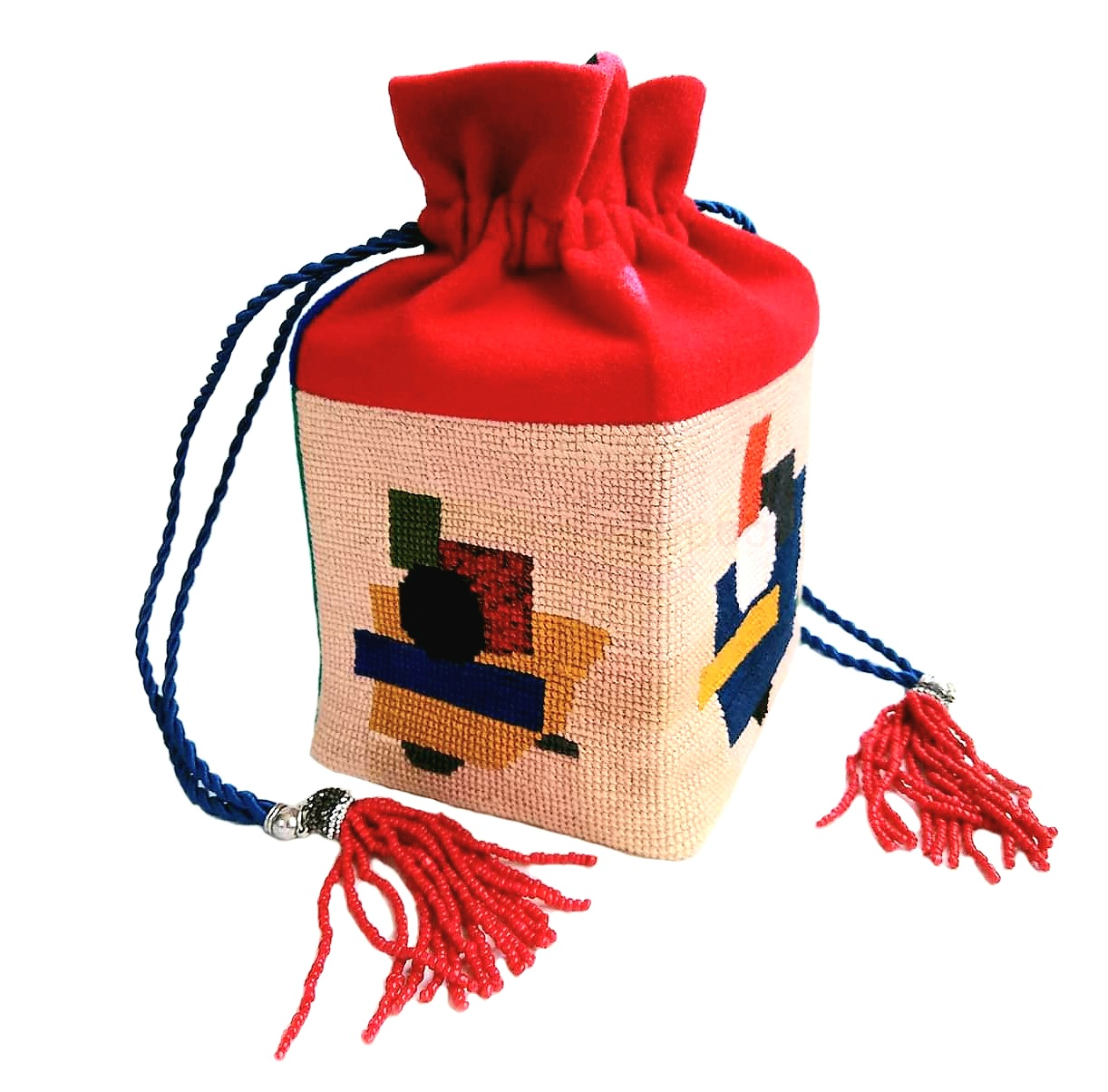
Сумочка по эскизу Ивана Клюна. Авторы: Наталья Толстых (вышивка), Анна Толстикова (дизайн и сборка)